# シルワネ・マッツィ
シルワネ・マッツィ（Silwane Mazzi）は南アフリカ共和国で目撃されたという未確認動物。

## 名称
名称はバントゥー語で「不快な水の動物」の意味。

## 目撃と報告
1937年、アレコ・リリウスという人物が、クワズール・ナタール州のモフォロジ川河口と海の間に、恐竜に似た鱗状の体表の生物がいるのを目撃した。足跡を調べると長さ40センチ・幅33センチ・歩幅1.2メートルであった。
その7年後（1944年）、リリウスは部族の呪術医が木製の「足」で砂に同様の足跡をつけるのを見た。

## 正体
懐疑論者は、シルワネ・マッツィという言葉に関して多くのバントゥー語話者は「ワニ」の意で使っていると指摘している。
また、比率の類似した三本指をもつアフリカの生物であることからシロサイもその正体の候補として挙げられる。
一方、未確認生物学者のアイヴァン・サンダーソンはハドロサウルス科の恐竜ではないかとしている。アフリカで発見されているハドロサウルス類であることから、アイナビアを正体に挙げる声がある。